# Jeorjos Atanasiadis
Jeorjos (Jorgos) Atanasiadis (gr. Γεώργιος (Γιώργος) Αθανασιάδης; ur. 5 czerwca 1962 w Taszkencie) – grecki zapaśnik walczący w stylu wolnym. Trzykrotny olimpijczyk. Jedenasty w Barcelonie 1992. Odpadł w eliminacjach w Los Angeles 1984 i Seulu 1988. Startował w kategorii 68 kg.
Pięciokrotny uczestnik mistrzostw świata, wicemistrz z 1987 i 1990. Srebrny medalista mistrzostw Europy w 1987 i czwarty w 1988 i 1990. Triumfator igrzysk śródziemnomorskich w 1987 i 1993; drugi w 1983 i piąty w 1991. Trzeci na igrzyskach bałkańskich w 1979 roku.
- Turniej w Los Angeles 1984

Przegrał z Andrew Reinem z USA i Jukką Rauhalą z Finlandii i odpadł z turnieju.
- Turniej w Seulu 1988

Pokonał Ho Bisgaltu z Chin i Kiptoo Salbei z Kenii, a przegrał z Angełem Jasenowem z Bułgarii i Japończykiem Kōseim Akaishim.
- Turniej w Barcelonie 1992

Pokonał Go Yeong-ho z Korei Południowej i Georga Schwabenlanda z Niemiec, a przegrał z Ali Akbar Neżadem z Iranu.